# Допомога з безробіття в Швеції

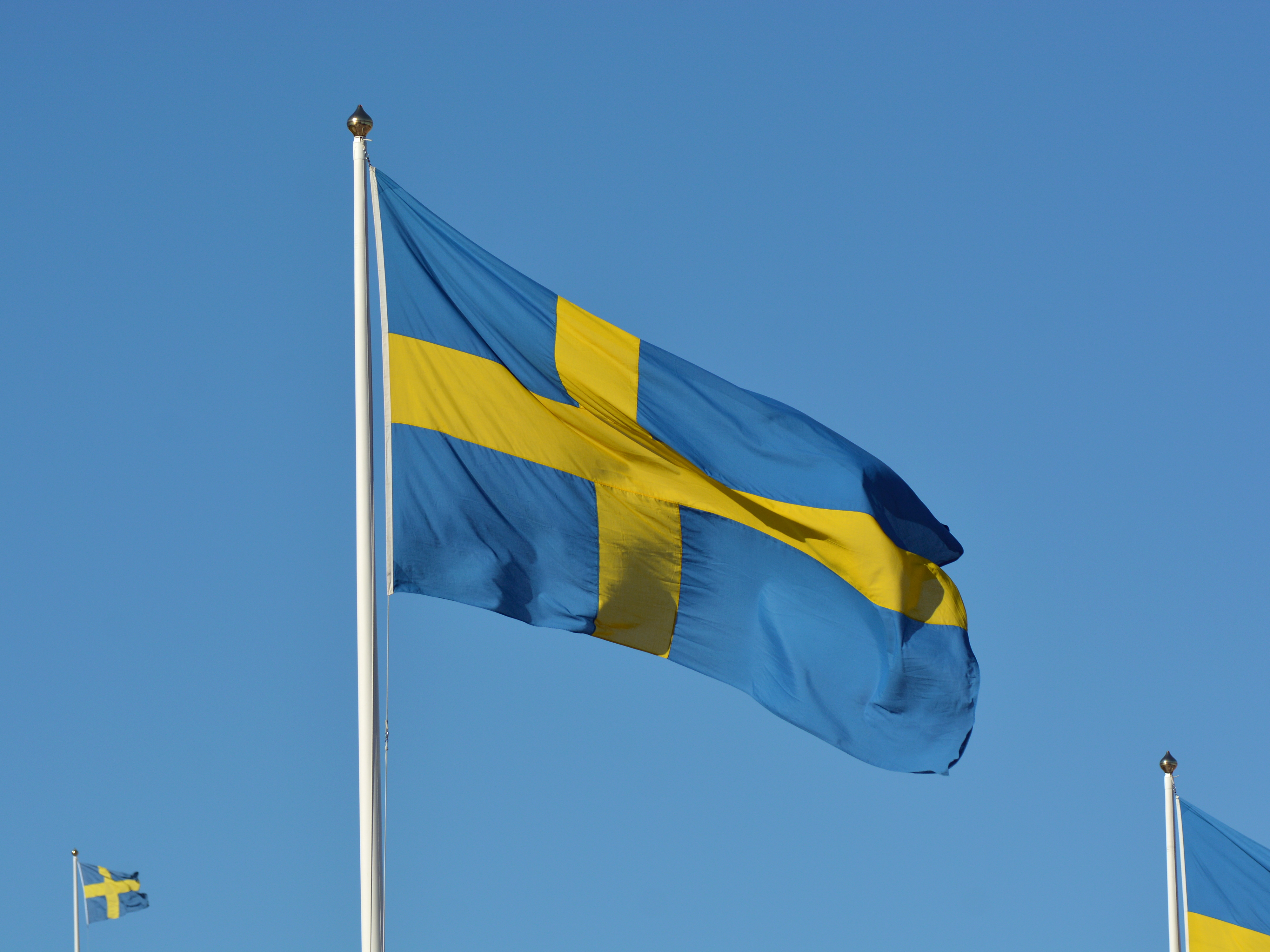
Флаг Швеції

Допомога з безробіття у Швеції— це виплати, які держава або інші уповноважені органи надають безробітним. Її можна розділити на добровільне страхування з компенсацією доходу до певного рівня або комплексне страхування, яке передбачає нижчий рівень підтримки.

## Історія
Першою формою страхування на випадок безробіття в Швеції були «Фонди допомоги», які були створені в 1870-х роках та тісно пов'язані з профспілками. Перші місцеві центри зайнятості засновані в 1930-х роках за умов кейнсіанської політики держави.
У 1930-1940 роках Швеція зіткнулася з низкою проблем у соціально-економічній галузі. Активна політика ринку праці визнавалася найважливішою метою боротьби з безробіття з погляду профспілок. Завданням соціал-демократичної партії у сфері зайнятості було запровадження у 1934 року державної підтримки профспілкового соціального страхування з безробіття. Відповідно до нової системи страхування з безробіття, названої "моделлю Гента" - держава фінансово підтримувала каси страхування з безробіття, засновані та керовані тоді національними профспілками. Проте проблема полягала в тому, що допомога з безробіття була незначною. Тому в 1930-ті роки страхування з безробіття не набуло достатнього поширення . Починаючи з 1940-х років, метою страхування на випадок безробіття було «забезпечення економічної підтримки під час „перехідного періоду“, коли особа, яка втратила роботу або закінчила школу, активно шукає нову роботу». Однак незабаром посилення політичної влади профспілок призвело до розширення державної підтримки, і в 1941 страхові каси профспілок домоглися реєстрації профспілкового страхування з безробіття та отримання державних дотацій. Але найважливішою проблемою у цій галузі було питання уніфікації страхування з безробіттю. Відповідно до "моделі Гента" страхуванню з безробіттю не підлягали ті категорії трудящих, які були або тривалий час безробітними, або виявлялися такими протягом певного часу неодноразово. Однак незабаром посилення політичної влади профспілок призвело до розширення державної підтримки, і в 1941 страхові каси профспілок домоглися реєстрації профспілкового страхування з безробіття та отримання державних дотацій. Але найважливішою проблемою у цій галузі було питання уніфікації страхування з безробіттю. Відповідно до "моделі Гента" страхуванню з безробіттю не підлягали ті категорії трудящих, які були або тривалий час безробітними, або виявлялися такими протягом певного часу неодноразово.
Політика ринку праці в післявоєнний період будувалася на двох концепціях: "активна політика ринку праці " та завдання страхування на випадок безробіття для підтримки адаптації громадян до ринку праці. Щоб досягти цих цілей, страхування на випадок безробіття повинно було мати деякі особливості:
• Якщо безробітна особа не має можливості взяти принаймні мінімальну кількість годин роботи щотижня, вона не отримує допомогу по безробіттю.
• Безробітні мають активно шукати роботу
• Безробітні мають брати участь в програмах ринку праці, які спрямовані на підтримку їх можливостей знову вийти на ринок праці.
• Безробітним не дозволяється шукати лише ту роботу, яку вона мала раніше або для якої навчалася, і шукати лише в межах обмеженого географічного регіону.
У 1948 бюро зайнятості було націоналізовано, а Національна рада ринку праці була створена як центральний орган, на який також покладено нагляд за добровільними фондами сприяння зайнятості, які субсидувалися та контролювалися профспілками. З 2004 року виконання останнього завдання контролює Рада допомоги по безробіттю.
Добробут Швеції і її "активна політика на ринку праці" залишалися досить неушкодженими після глибокого спаду 1990— х років, проте попит на робочу силу був на рівні 1980-х років. Шведський політик і лідер партії Помірної коаліції від 1999—2003, Бо Лундгрен, стверджує, що вимога дуже інтенсивного пошуку роботи безробітними не обов'язково може поліпшити функціональність системи. Доповідь, написана Лундгреном, на посаді голови Наглядового Відділу Ради зі страхування на випадок безробіття, стверджує, що в ситуації, коли на кожну вакансію часто є багато кандидатів, діяльність з пошуку роботи повинна обмежуватися наданням справедливої можливості кожному кандидату отримати роботу.
Наслідки, пов'язані з участю у шведській програмі на ринку праці, були розглянуті Барбарою Сіанезі , яка виявила кілька проблем. Окрім підвищення рівня зайнятості серед її учасників, було також встановлено, що вони значно довше перебувають у програмі з безробіття. Особливо це стосувалося тих, хто вступав до програми після отримання допомоги з безробіття. Необхідно також розглянути потенційний ефект блокування. Деякі категорії працівників— жінки з неповним робочим днем, сезонні робітники, студенти, самозайняті підприємці— неправомірно використовували допомогу з безробіття.
Виборча коаліція «Альянс за Швецію», яка перемогла на виборах 2006 року, підтримала ідею, що кожен сектор ринку праці несе свої витрати на виплату допомоги з безробіття. Це мало чинити тиск на рівень заробітної плати, підвищити попит на робочу силу та знизити рівень безробіття. Вони стверджували, що значно більша частина витрат на страхування має фінансуватися за рахунок індивідуальних внесків залучених працівників, щоб зупинити механізми внутрішньофондової солідарності. З січня 2007 року внески до фондів з безробіття було значно підвищено, переважно у фондах з високим рівнем безробіття серед членів. З липня 2008 року значно збільшилась диференціація внесків до фондів. Фонди та профспілки зазнали великих втрат у членстві. З січня 2007 року до 31 грудня 2008 року шведські профспілки втратили 245 000 членів (8% активних членів), а профспілкові фонди безробіття— майже 400 000 членів (11%). Включаючи непрофспілкові фонди безробіття (незалежний фонд «Альфа» та фонди безробіття для самозайнятих та роботодавців), майже півмільйона членів залишили фонди. З 1 січня 2014 року внески до фондів було відновлено приблизно на тому ж рівні, що й до 2007 року .

## Основні характеристики
Шведське страхування на випадок безробіття складається з двох частин - загального базового страхування та добровільного страхування від втрати доходу, тобто безробітна особа повинна бути членом фонду страхування на випадок безробіття, щоб мати право на компенсацію за втрату доходу.
Базове страхування у розмірі 365 шведських крон на день надається кожному, хто відповідає основним вимогам до роботи: старше 20 років, який зарахований до служби зайнятості та активно шукає роботу.
Добровільне страхування, яке пов’язане з доходом, вимагає від працівника приєднатися до одного з 36 незалежних фондів безробіття. Щоб стати одним із 340 125 одержувачів (2020) допомоги  по безробіттю, працівник повинен пропрацювати принаймні один місяць, а потім бути зареєстрованим, як шукач роботи в державній службі зайнятості. Після одного року безперервного членства в касі безробіття та шести місяців роботи неповний робочий день працівник має право на отримання денної допомоги, пов’язаної з заробітком, у розмірі до 80% свого регулярного доходу (максимальна допомога становить 910 шведських крон на добу) протягом перших 100 днів. Регулярний дохід – це середній дохід за попередні 12 місяців, включаючи дні безробіття. Після 200 днів ставка знижується до 70% (але максимум 760 шведських крон на день). Якщо ви працювали менше, ніж повний робочий день, фінансова сума зменшується пропорційно робочому часу. Батьки, які на 300-й день мають дітей віком до 18 років, можуть отримати ще допомогу у розмірі 70% свого регулярного доходу протягом наступних 150 днів. Перш ніж безробітний зможе почати отримувати допомогу по безробіттю, у нього є 6-денний кваліфікаційний період. Після 300 (або 450) пільгових днів безробітний може скористатися пропозицією Програми ринку праці Гарантія роботи та розвитку ( швед. Jobb-och utvecklingsgarantin).
Гарантія роботи та розвитку - програма, що включає індивідуально заплановані заходи та підтримку та активний пошук роботи з боку безробітного. Мета програми — якнайшвидше припинення безробіття особи. Безробітна особа може взяти участь у програмі, якщо вона була безробітною довгий час, і якщо зареєстрована в Агентстві з працевлаштування як претендент на роботу. Наприклад, якщо безробітного незабаром знімуть з обліку у страховій касі з безробіття (швед. a-kassan), у звичайному випадку їй пропонують стати учасником цієї програми. Ті ж правила діють, якщо вона брала участь у програмі з етаблування (швед. etableringsprogrammet) або у програмі «Гарантія роботи для молоді» (швед. jobbgaranti för ungdomar) максимально можливий термін, але вона, як і раніше, є повністю або частково безробітною .
За декларацією Шведського відділу страхування на випадок безробіття (IAF) у 2020 році  340 125 працівників отримували допомогу протягом року, а фонди з безробіття виплатили їм 24,6 мільярдів шведських крон, або в середньому 72 326 шведських крон на одного безробітного. Фонди зазвичай не конкурують за членів, оскільки профспілки зазвичай називають «організаційною сферою фонду», а витрати на цей час покривалися солідарно за рахунок усіх фондів. Це призвело до однакових членських внесків для кожного сектора. Крім того, витрати коштів були оплачені переважно за рахунок державних грантів.
Для отримання допомоги по безробіттю необхідно подати заяву до фонду страхування на випадок безробіття, членом якого є безробітна особа. Якщо безробітний не є членом фонду страхування або не бажає подавати заявку на членство в касі страхування на випадок безробіття, він може подати заяву на отримання допомоги по безробіттю до фонду «Альфа-Касан». Він повинен надіслати заяву на отримання допомоги по безробіттю та інші форми до його фонду страхування на випадок безробіття. Форми, які необхідно подати на допомогу по безробіттю, можна знайти на вебсайті кожної каси страхування на випадок безробіття.
Якщо безробітна особа працює в одній скандинавській країні, яка є членом Північної Ради, а проживає в іншій, яка є членом Північної Ради, їй необхідно подати заяву на отримання допомоги по безробіттю в країні, в якій вона проживає, у випадки якщо вона стала повністю безробітною. Для того, щоб мати право на допомогу по безробіттю та зараховувати періоди страхування, працевлаштування та самозайнятості в інших країнах ЄС і Швейцарії, звичайною вимогою є те, що безробітна особа нещодавно працювала в Швеції, коли подає заяву на допомогу по безробіттю в Швеції. Північна конвенція про соціальне забезпечення діє у всіх скандинавських країнах. Ця конвенція містить «правило п’яти років», яке означає, що якщо безробітний мав шведське страхування на випадок безробіття, а потім жив та працював в іншій скандинавській країні, він може знову вступити до шведської системи страхування на випадок безробіття, якщо повернетесь до Швеції протягом п’яти років. Однак, якщо він нещодавно працював в іншій скандинавській країні, за певних обставин він може подати заяву на отримання допомоги по безробіттю в Швеції, зараховуючи періоди страхування, роботи та самозайнятості з його попередньої роботи/країни роботи.
Безробітна особа повинна подати заявку на членство в шведській касі страхування на випадок безробіття протягом 8 тижнів з дати, коли вона більше не застраховані в країні, з якої вона переїжджає, щоб зберегти безперервний 12-місячний страховий період. Крім того, вона повинні подати заявку на членство в касі страхування на випадок безробіття, у сфері діяльності якої вона нещодавно працювала .